# Stefanie Köhle
Stefanie Köhle (* 6. Juni 1986 in Zams) ist eine ehemalige österreichische Skirennläuferin. Ihre stärkste Disziplin war der Riesenslalom. Sie gewann in der Saison 2007/08 die Riesenslalomwertung im Europacup und fuhr 2012/13 im Alpinen Skiweltcup einmal auf das Podest.

## Biografie
Köhle besuchte die Skihauptschule in Neustift und das Skigymnasium in Stams, das sie 2005 mit der Matura abschloss. 2003 wurde Köhle in den Nachwuchskader des Österreichischen Skiverbandes (ÖSV) aufgenommen, nachdem sie in der Saison davor einen Kreuzbandriss im linken Knie erlitten hatte. Im Winter 2003/2004 feierte sie ihren ersten Sieg in einem FIS-Rennen, die erste Teilnahme an Juniorenweltmeisterschaften brachte jedoch keinen Erfolg. Besser erging es ihr zwei Jahre später, als sie bei den Juniorenweltmeisterschaften 2006 Neunte im Super-G wurde. Nach ihrer Aufnahme in den ÖSV-B-Kader war Köhle ab der Saison 2005/2006 regelmäßig im Europacup am Start. Mit 2006 erfolgte auch die Aufnahme in das Heeressportzentrum des Österreichischen Bundesheers. Nach zahlreichen Top-10-Platzierungen und einem Podestplatz feierte sie am 16. Februar 2007 im Super-G am Sella Nevea ihren ersten Europacupsieg. Die Saison 2006/07 beendete sie an fünfter Stelle im Gesamtklassement und auf Rang drei in der Super-G-Wertung. Nach dem Winter stieg sie in den A-Kader des ÖSV auf.
In der Saison 2007/08 feierte Köhle zwei Europacupsiege in den Riesenslaloms von Alleghe und Courchevel, womit sie sich schließlich den Gesamtsieg in der Disziplinenwertung sicherte. Im selben Winter nahm sie an ihren ersten sechs Weltcuprennen teil. Dabei gewann sie bei ihrem Debüt am 27. Oktober 2007 im Riesenslalom am Rettenbachferner in Sölden mit Platz 24 auf Anhieb Weltcuppunkte, konnte sich aber in den weiteren Rennen nicht für den zweiten Durchgang qualifizieren. Nach ihren guten Europacupresultaten ist Köhle seit der Saison 2008/09 vorrangig im Weltcup am Start. In diesem Winter erzielte sie zunächst mehrere Top-20-Platzierungen, ehe sie am Saisonende mit Platz neun im Riesenslalom von Åre ihr erstes Top-10-Ergebnis erreichte. Der nächste Winter begann mit einem elften Platz in Sölden ähnlich gut wie der letzte endete, doch im weiteren Saisonverlauf wurde sie durch eine Rückenverletzung beeinträchtigt, worauf sie in keinem Rennen mehr unter die schnellsten 15 fuhr.
Nachdem Köhle in den vergangenen zwei Saisonen Weltcuprennen in allen fünf Disziplinen bestritten hatte, konzentriert sie sich seit der Saison 2010/11 wieder weitgehend auf den Riesenslalom. Das beste Weltcupresultat jenes Winters erzielte sie mit Platz zwölf am 28. Dezember 2010 in Semmering, doch im Februar 2011 musste sie die Saison nach einer schweren Knieverletzung vorzeitig beenden. Bei einem Trainingssturz in Dienten hatte sie Anfang des Monats Risse des vorderen Kreuzbandes und des Außenmeniskus im linken Knie erlitten. Im Weltcupwinter 2011/12 erreichte Köhle insgesamt vier Top-10-Ergebnisse im Riesenslalom, wobei ihr bestes Ergebnis ein sechster Platz in Lienz am 28. Dezember 2011 war. Sie belegte den elften Platz im Riesenslalom-Weltcup und wurde zu Saisonende Österreichische Staatsmeisterin im Riesenslalom und im Super-G. Im Frühjahr 2012 stieg sie nach fünf Jahren im A-Kader in die Nationalmannschaft des ÖSV auf.
Am 27. Oktober 2012 gelang Köhle mit dem dritten Platz beim Riesenslalom in Sölden der erste Podestplatz in einem Weltcuprennen. Die Saison 2013/14 verlief für sie jedoch enttäuschend. Am 14. April 2014 verkündete sie ihr Karriereende.

## Erfolge

### Weltcup
- 7 Platzierungen unter den besten zehn, davon 1 Podestplatz

### Weltcupwertungen
| Saison  | Gesamt | Gesamt | Abfahrt | Abfahrt | Super-G | Super-G | Riesenslalom | Riesenslalom | Kombination | Kombination |
| Saison  | Platz  | Punkte | Platz   | Punkte  | Platz   | Punkte  | Platz        | Punkte       | Platz       | Punkte      |
| ------- | ------ | ------ | ------- | ------- | ------- | ------- | ------------ | ------------ | ----------- | ----------- |
| 2007/08 | 116.   | 7      | –       | –       | –       | –       | 47.          | 7            | –           | –           |
| 2008/09 | 45.    | 157    | 42.     | 7       | 32.     | 32      | 21.          | 85           | 18.         | 33          |
| 2009/10 | 69.    | 76     | –       | –       | 39.     | 16      | 22.          | 60           | –           | –           |
| 2010/11 | 74.    | 60     | –       | –       | –       | –       | 23.          | 57           | 42.         | 3           |
| 2011/12 | 35.    | 219    | –       | –       | 31.     | 38      | 11.          | 181          | –           | –           |
| 2012/13 | 35.    | 236    | –       | –       | 25.     | 66      | 13.          | 170          | –           | –           |
| 2013/14 | 76.    | 47     | –       | –       | 26.     | 42      | 49.          | 5            | –           | –           |

### Juniorenweltmeisterschaften
- Maribor 2004: 38. Slalom, 48. Super-G
- Québec 2006: 9. Super-G, 22. Riesenslalom, 30. Abfahrt

### Europacup
Disziplinenwertungen:
- Saison 2006/07: 5. Gesamtwertung, 3. Super-G-Wertung
- Saison 2007/08: 8. Gesamtwertung, 1. Riesenslalomwertung
- Saison 2008/09: 4. Riesenslalomwertung

Insgesamt 8 Podestplätze, davon 3 Siege:
| Datum             | Ort                | Land       | Disziplin    |
| ----------------- | ------------------ | ---------- | ------------ |
| 16. Februar 2007  | Sella Nevea        | Italien    | Super-G      |
| 10. Dezember 2007 | Alleghe-Zoldo Alto | Italien    | Riesenslalom |
| 19. Dezember 2007 | Courchevel         | Frankreich | Riesenslalom |

### Weitere Erfolge
- Österreichische Staatsmeisterin im Super-G und im Riesenslalom (2012)
- 6 Siege bei FIS-Rennen